# Clepsis melissa
Clepsis melissa es una especie de polilla del género Clepsis, categorizada en la tribu Archipini, de la subfamilia Tortricinae.

## Distribución
Se distribuye por India.

## Taxonomía
Fue descrita por Meyrick en 1908 y publicada en (Capua), J. Bombay Nat. Hist. Soc. 18: 613.